# Moses ibn Ezra
Rabbi Moses ben Jacob ibn Ezra (in ebraico משה בן יעקב הסלח אבן עזרא‎?; Granada, 1055 o 1060 – Granada, 1138) è stato un ebreo di al-Andalus.
Noto anche col soprannome di Ha-Sallaḥ (Lo scrittore delle preghiere penitenziali), ma anche in ambiente islamico (in arabo أبو هارون موسى بن يعقوب ابن عزرا‎?, Abū Hārūn Mūsā b. Yaʿqūb b. ʿEzrā), fu uno scrittore ebreo spagnolo e poeta.
Ibn Ezra esercitò una grande influenza sulla letteratura araba ed è considerato uno dei maggiori poeti iberici, particolarmente apprezzato per le sue considerazioni sulla natura della poesia.
Uno degli aspetti maggiormente rivoluzionari e dibattuti della concezione sviluppata da Ibn Ezra era la sua teoria che la poesia fosse stata una metafora e che essa illuminò le idee di Aristotele. L'impatto delle opere filosofiche di Ibn Ezra fu meno accentuato di quello provocato dai suoi studi sulla poesia, me esse aiutarono a mettere in relazione Dio e l'uomo.